# 防災街区整備事業
防災街区整備事業は、都市整備事業の手法の一つ。市街地再開発事業と同様に権利変換が行われる。木造住宅密集地域解消などに利用されている。

## 概要
2003年（平成15年）の密集市街地における防災街区の整備の促進に関する法律（密集法）改正により創設された制度。

## 事例
- 板橋三丁目地区（板橋区）
- 関原一丁目中央地区（足立区）
- 京島三丁目地区（墨田区）
- 荏原町駅前地区（品川区）
- 中延二丁目旧同潤会地区（品川区）
- 西新宿五丁目北地区（新宿区）
- 東岸和田駅東地区（大阪府岸和田市土生町）
- 寝屋川萱島桜薗町地区（大阪府寝屋川市）
- 寝屋川市萱島東地区（大阪府寝屋川市）
- 農連市場地区（沖縄県那覇市）